# レキシ (アルバム)
『レキシ』は、レキシの1枚目のスタジオ・アルバム。2007年6月6日にCapitol Musicから発売された。

## 解説
レキシのメジャー・デビュー・アルバム。初回限定盤は本人と参加ミュージシャンによる手書きジャケットで、「歴史ブランニューデイ」のミュージック・ビデオが収録されたDVDが同梱。
レキシは1997年頃から永積タカシの自宅にある録音機材で、歴史を題材とした楽曲を制作し、忘年会などの身内のイベントで披露されていたが、2003年に行われた「熱血!スペシャ中学」の学園祭でScoobie Doの代役として出演すると、予想以上の盛り上がりから手応えをつかみ、2005年の同ライブでアルバム制作を始めることを明言した。

## 収録曲
| 全作詞・作曲・編曲: 池田貴史（※特記以外）。 |                                                                                      |                       |                       |      |
| #                                           | タイトル                                                                             | 作詞                  | 作曲・編曲            | 時間 |
| 1.                                          | 「歴史ブランニューデイ feat. 足軽先生, シャカッチ」(作詞: ※いとうせいこう・池田貴史) | 池田貴史（※特記以外） | 池田貴史（※特記以外） | 6:25 |
| 2.                                          | 「Let's忍者 feat. パープル式部」(※作曲: 池田貴史・ シャカッチ)                       | 池田貴史（※特記以外） | 池田貴史（※特記以外） | 4:43 |
| 3.                                          | 「Good bye ちょんまげ」                                                              | 池田貴史（※特記以外） | 池田貴史（※特記以外） | 5:54 |
| 4.                                          | 「真田記念日 feat. Dr.コバン」                                                       | 池田貴史（※特記以外） | 池田貴史（※特記以外） | 3:22 |
| 5.                                          | 「ええじゃないか」                                                                   | 池田貴史（※特記以外） | 池田貴史（※特記以外） | 4:39 |
| 6.                                          | 「万葉集 feat. つぼねぇ, シャカッチ」(※作詞: 万葉集「貧窮問答歌」より)               | 池田貴史（※特記以外） | 池田貴史（※特記以外） | 4:37 |
| 7.                                          | 「参勤交代」                                                                         | 池田貴史（※特記以外） | 池田貴史（※特記以外） | 3:44 |
| 8.                                          | 「HiMiKo feat. 切腹さん」                                                            | 池田貴史（※特記以外） | 池田貴史（※特記以外） | 6:11 |
| 9.                                          | 「踊り念仏 feat. シャカッチ」                                                        | 池田貴史（※特記以外） | 池田貴史（※特記以外） | 4:00 |
| 10.                                         | 「LOVEレキシ」(※作曲: 池田貴史・シャカッチ)                                          | 池田貴史（※特記以外） | 池田貴史（※特記以外） | 3:45 |
| 11.                                         | 「和睦」                                                                             | 池田貴史（※特記以外） | 池田貴史（※特記以外） | 5:02 |
| 12.                                         | 「兄じゃ I need you feat. シャカッチ」(※作詞・作曲: 池田貴史・シャカッチ)            | 池田貴史（※特記以外） | 池田貴史（※特記以外） | 3:08 |
| 合計時間:                                   | 合計時間:                                                                            | 55:30                 |                       |      |

### 楽曲解説
1. 歴史ブランニューデイ feat. 足軽先生, シャカッチ
  - 足軽先生（いとうせいこう）とシャカッチ（ハナレグミ）が参加。
  - 池田は「歴史には事実とは違う出来事が混じってたりしるし、物事を鵜呑みにしちゃいけないよってことを伝えたかった」[1]。
2. Let's忍者 feat. パープル式部
  - パープル式部（小谷美紗子）が参加。
  - 初期の頃に制作された楽曲で、自分を見張ってる忍者に恋をしてしまったお姫様の目線で書かれたラヴソング[1]。
3. Good bye ちょんまげ
  - NHKで放送されていた『その時歴史が動いた』で「グッドバイ ちょんまげ」という回があり、「良いタイトルだな」と思い曲名に採用した[1]。
4. 真田記念日 feat. Dr.コバン
  - Dr.コバン（中村一義）が参加。
  - 真田幸昌をクローズアップしようと思い書いた楽曲で、テーマは「男の美しい友情みたいなもの」[1]。
5. ええじゃないか
  - この楽曲について池田は「昔、民衆は悪い噂に怯えながら暮らしてたと思うんだよね。『ええじゃないか』にはそんな不安を吹き飛ばしてくれるパワーがあったんじゃないかな。それでゴダイゴっぽいアレンジになった」[1]。
6. 万葉集 feat. つぼねぇ, シャカッチ
  - つぼねぇ（原田郁子）とシャカッチが参加。
  - 万葉集に収録されている山上憶良の貧窮問答歌を引用し、歌詞は教科書を池田が「自分なりにアレンジして」朗読している[1]。
7. 参勤交代
  - 2005年の年末に突然「負担だってんだ」という歌詞が浮かび制作。江戸に向かう大名の鬱屈とした気持ちを表現するために、重たいファンクのようなアレンジにしたが、当初はラテンのようなイメージだったという[1]。
8. HiMiKo feat. 切腹さん
  - 切腹さん（スネオヘアー）が参加。
  - 参考にしたものとして、ビリー・プレストンやダニー・ハサウェイのライブ盤を挙げている[1]。
9. 踊り念仏 feat. シャカッチ
  - シャカッチが参加。
  - 当初はパラパラのような楽曲だったが、「ジャック・ジョンソンっぽい」サーフロックを経て、ディスコのようなアレンジになった[1]。
10. LOVEレキシ
  - 「僕は歴史を好きなわけじゃない、愛しちゃってるんです」という思いを込めたR&Bチューン[1]。
11. 和睦
  - 池田は「戦争って結局は人間のやっていること。深く考えようとするから難しくなっちゃうわけで。もっと単純にひとりひとり仲良くなったら平和になるんじゃないのかなって考えながら書いた曲」[1]。
12. 兄じゃ I need you feat. シャカッチ ※ボーナス・トラック
  - シャカッチが参加。
  - タイトルはシャカッチが藤沢での合宿で思いついたという。歌詞のモチーフは織田信長と蘭丸の関係。エレクトリックピアノとファルセットでカーティス・メイフィールドのような雰囲気を狙っている[1]。